# لاوینیوم

لاوینیوم (به لاتین: Lavinium) شهر بندری  لاتیوم، 6 کیلومتر (3.7 مایل) در جنوب  رم، در میانه راه بین رودخانه  تیبر در استیا آنتیکا و آنتیوم بود. خط ساحلی در آن زمان، مانند اکنون، یک نوار طولانی از ساحل بود. لاوینیم روی تپه‌ای در جنوبی‌ترین لبه «سیلوا لاورنتینا»، یک جنگل انبوه لورنتینا، و شمالی‌ترین لبه پونتین مارش، یک بخش وسیع مالاریا از تالاب‌ها قرار داشت.  تنها بندر بین اوستیا و آنتیوم، ظاهراً در دهانهٔ رودخانه نومیکوس بود.

## تاریخ
موافق نوشته‌های تیتوس لیویوس، مؤرخ رومی و صاحب از پیدایش روم، آئنیاس این شهر را ساخت و نام همسرش لاوینیا را بر آن نهاد.
در عهد باستان، این شهر روابط نزدیکی با شهر مجاورش لائورنتوم داشت. لیویوس نوشته که در سده‌ی هشتم قبل از میلاد وقتی رومولوس و تیتوس تاتیوس مشترکاً بر روم پادشاهی می‌کردند، رسولانی از شهر لائورنتوم به روم درآمدند، اما خویشانِ تاتیوس ایشان را زدند. این رسولان شکایت به تاتیوس بردند، لیکن برای تاتیوس حبِّ خویشانش گران‌تر از ستمی بود که بر لائورنتیان رفته بود. پس خویشان خود را تنبیه نکرد. نتیجه‌ی این بی‌عدالتی این شد که بعدها چون تاتیوس به لاوینیوم رفت تا در مراسمِ قربانیِ سالانه‌ای شرکت کند، غوغایی شد و او کشته شد. رومولوس از جنگ با لائورنتوم اجتناب کرد، و به‌جای آن معاهده با لاوینیوم را تجدید کرد.

## پانوشت
1. ↑  تیتوس لیویوس. از پیدایش روم. ج. یکم. صص. گفتار ۱.
2. ↑  تیتوس لیویوس. از پیدایش روم. ج. یکم. صص. گفتار ۱۴.